# 러데이니언 톰린슨

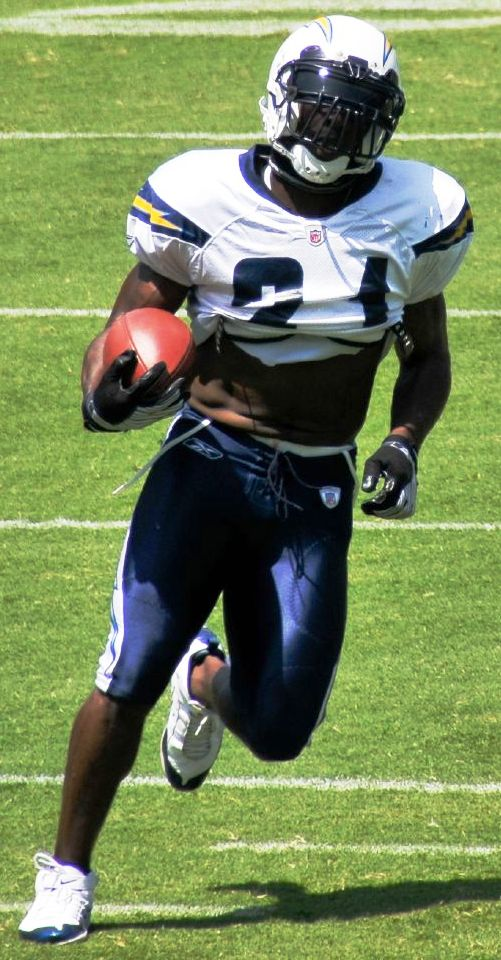
라다이니언 톰린슨

러데이니언 톰린슨(영어: LaDainian Tomlinson, 1979년 6월 23일 ~ )은 내셔널 풋볼 리그의 샌디에이고 차저스에서 뛰고 있는 미식축구 러닝백이다. 톰린슨은 2001년 1라운드 5번으로 드래프트되었는데 곧 드래프트 1번 픽과 함께 샌디에이고 차저스로 오고 마이클 빅은 애틀랜타 팰컨스로 보내는 트레이드에 포함되었다.
톰린슨은 2006시즌에 NFL에서 가장 많은 186포인트를 기록함으로써 몇 가지 기록을 세웠다. 또한 MVP상을 받았으며, AP 통신사의 올해의 공격선수 상도 받았다.
톰린슨은 종종 그의 이니셜인 LT로 불린다. 차저스의 홈구장 퀄컴스타디움 에선 좋은 공격이 나오면 전광판에 그의 이니셜이 나온다.